# Universiti Tunku Abdul Rahman
Universiti Tunku Abdul Rahman (Utar) – malezyjski uniwersytet prywatny, założony w 2002 roku. Ma dwa kampusy (Kampar w stanie Perak, Sungai Long w Klang Valley w stanie Selangor).